# Еддісон (Пенсільванія)
Еддісон (англ. Addison) — місто (англ. borough) в США, в окрузі Сомерсет штату Пенсільванія. Населення — 166 осіб (2020).

## Географія
Еддісон розташований за координатами 39°44′43″ пн. ш. 79°20′4″ зх. д. / 39.74528° пн. ш. 79.33444° зх. д. (39.745247, -79.334349).  За даними Бюро перепису населення США в 2010 році місто мало площу 1,41 км², уся площа — суходіл.

## Демографія
Згідно з переписом 2010 року, у селищі мешкало 207 осіб у 84 домогосподарствах у складі 60 родин. Густота населення становила 147 осіб/км².  Було 103 помешкання (73/км²).
Расовий склад населення:
| - 98,1 % — білих - 1,0 % — корінних американців - 0,5 % — чорних або афроамериканців |

До двох чи більше рас належало 0,5 %. Частка іспаномовних становила 0,0 % від усіх жителів.
За віковим діапазоном населення розподілялося таким чином: 25,1 % — особи молодші 18 років, 56,1 % — особи у віці 18—64 років, 18,8 % — особи у віці 65 років та старші. Медіана віку мешканця становила 45,5 року. На 100 осіб жіночої статі у селищі припадало 113,4 чоловіків;  на 100 жінок у віці від 18 років та старших — 101,3 чоловіків також старших 18 років.
Середній дохід на одне домашнє господарство  становив 52 219 доларів США (медіана — 44 375), а середній дохід на одну сім'ю — 61 846 доларів (медіана — 51 250). За межею бідності перебувало 8,9 % осіб, у тому числі 12,7 % дітей у віці до 18 років та 4,8 % осіб у віці 65 років та старших.
Цивільне працевлаштоване населення становило 86 осіб. Основні галузі зайнятості: освіта, охорона здоров'я та соціальна допомога — 24,4 %, будівництво — 17,4 %, транспорт — 14,0 %, виробництво — 14,0 %.